# صاریغ ویرجینیایی
صاریغ ویرجینیایی (نام علمی: Didelphis virginiana) تنها جانور کیسه‌دار در آمریکای شمالی است. این جانور بزرگترین نوع صاریغ و تقریباً به اندازه یک گربه است. با اینکه این حیوان در جنگل‌های استوایی آمریکای جنوبی فرگشت یافته اما پس از اتصال دو قاره در دو میلیون سال پیش وارد آمریکای شمالی شد و توانست در نقاط مختلف آمریکای شمالی مستقر شده و تنها کیسه‌داری باشد که پستانداران جفت‌دار آمریکای شمالی را در خاک خودشان در تنازع بقا شکست دهد اما به طور طنزآمیزی در موطن خودش نتوانست باقی بماند و اکنون در آمریکای جنوبی حضور ندارد.
این جانور از مناطق مسکونی انسان‌ها سود می‌برد، از آنجایی که این جانور در درون اصطبل یا انبار علوفه به دنبال سوراخ‌ها می‌گردد و در آنجا غذا پیدا می‌کند. این جانور حتی غذاهای باقی‌مانده انسان‌ها را نیز می‌خورد.

این پستاندار در شب فعال می‌باشد و به طور عمده از تخم‌ها، میوه‌ها و شاخ و برگ‌ها تغذیه می‌کند. این کیسه دار گاهی هم مرغ‌ها را به غارت می‌برند. در هنگام خطر این جانور خودش را به مردن می‌زند و گاهی این عمل چندین ساعت طول می‌کشد. این جانور موهایی خاکستری، قهوه‌ای (مایل به قرمز) یا مشکی دارد که معمولاً نوک موها روشن تر می‌باشد.
اندازه : طول بدن ۳۳ - ۵۰ سانتی متر، طول دم ۲۵ - ۵۴ سانتی متر

پراکندگی : آمریکا، مکزیک و آمریکای مرکزی. در چمن زارها، مراتع و جنگل‌ها